# Villa Socca
El Centro poblado Villa Socca es uno de las 19 comunidades del distrito de Acora en el departamento de Puno, bajo la administración del Gobierno regional de Puno, Perú.
El centro poblado está ubicado a 49 kilómetros de la ciudad de Puno y a 23.20 kilómetros de la localidad de Acora.
Se caracteriza por tener un clima frígido que a cuyos efectos presenta vegetación natural constituida por la totora, plantas herbáceas, pastos naturales, y plantas medicinales. 
Es una península situado en el corazón del Lago Sagrado de los Incas, en la Zona lago del distrito de Acora, a una altitud aproximada de 3,850 m.s.n.m. al noreste de la capital del distrito, y al sureste de la provincia de Puno. Se caracteriza por tener un clima templado y riguroso que es favorable para la actividad agrícola. En esta Zona se aprecia la acción termorregulador del lago Titicaca donde determina el origen de una vegetación natural que está constituida básicamente por la totora y una biodiversidad de plantas herbáceas, dentro de esta parte cuya problemática principal es la alta concentración poblacional por la calidad de suelos de alta densidad productiva.

## Historia
El Centro Poblado de Villa Socca fue creado por estar a una distancia de 20 kilómetros de la capital del distrito de Acora, por convertirse en una península en la temporada de la inundación, a pedido del pueblo en su conjunto y en petición de sus autoridades locales, regionales y nacionales para poder acceder la creación de un centro poblado en la jurisdicción de la provincia de puno distrito de Acora y fue creada bajo una resolución municipal con N 628-91-MPP en la fecha del 20 de agosto de 1991 siendo alcalde el Dr. Juan Sotomayor Pérez, debidamente autorizados por las instancias correspondientes de la municipalidad provincia de Puno.

## Origen y composición del nombre Socca
En sus tiempos ancestrales fue tierra de los míticos Urus, hasta que contactaron con los Lupacas. Su nombre deriva del término arcaico SUQ'A que significa lugar de los espíritus ancestrales. 
Surge como pueblo organizado (AYLLU) a partir del siglo XVII con las sucesivas olas de migrantes que retornan del Alto Perú (hoy Potosí, Bolivia), tras haber prestado la mita minera.

## Comunidades y Parcialidades del centro poblado
El Centro Poblado de VILLA SOCCA está conformado por comunidades y parcialidades:
Comunidad de Soccapatjja
- Sector Central Pukara
- Sector Chaulluta
- Sector Wilamaya
- Sector Humatunta
- Sector Suopatjja
- Sector Huallatani

## Actividad económica

### Artesanía
En el centro poblado de Villa Socca en la artesanía no tiene con un reconocimiento oficial de parte de las entidades públicas y privadas para su comercialización hacia el exterior , que tan solamente existe pequeños grupos de mujeres con algunas pautas de guías de parte del proyecto corredor Puno Cusco en pequeñas cantidades de miniaturas tales como títeres dedos, chompas, chalinas, y otros similares con un material de lana de alpaca sintetizado en su color natural según las medidas del pedido. Este trabajo lo realizan con agujas circulares de diferentes medidas. El mercado que se tiene es solamente Acora y Puno.

### Turismo
El Centro Poblado de villa Socca no posee una demanda alta de turistas debido a que no cuenta con un reconocimiento oficial como una zona turística, a pesar de que cumple con las cualidades y cantidades tales como la existencia de los siguientes atractivos para el turismo nacional e internacional por ser un pueblo paisajista y la existencia de miradores naturales como el Auki parki, el Kuntur wawachawi de estos cerros tan elevados se tiene la facilidad de observar la vista panorámica de los siguientes lugares: el cerro illimani de la República de Bolivia, el cerro qhapia de la provincia de Yunguyo, el cerro janq´u janq´u del distrito de Tilali, las islas turísticas de Amantanií y Taquile, la península de Capachica, toda la vista panorámica de la península de Chucuito, Atuxa el apu más preciado del indicado distrito, las playas de Charcas en Platería,  al mismo tiempo también es mencionado la vista del apu yanamuri y toda la zona lago del distrito de Acora tales como Santa Rosa de Yanaque, Thunuhuaya, Cocosani, copamaya, la isla de Iscata. Aparte de eso se observa la vista de los Centros Poblados de Rosacani, Cachipucara y Huayllata, que pertenecen políticamente a la Provincia del Collao, Ilave.

### Balsa de totora utilizado como transporte acuático
Dicho esto el Centro Poblado de Villa Socca con su rica y variada manifestación cultural destaca en las siguientes actividades,  como el paseo en la balsa de totora , en las cristalinas aguas del lago navegable más alto de los incas.

### Agricultura
Para las familias de Centro Poblado de Villa Socca la agricultura es una actividad que realizan para subsistencia familiar, destacándose como cultivos la papa, quinua, cebada, habas, ocas, trigo,  en los últimos años la producción y productividad de estos cultivos han sido relativos.
La producción y productividad del cultivo de papa en la década del 85 a 90 este cultivo ha sido alta, su productividad disminuye relativamente, esta disminución se hace más notoria en el último quinquenio desde la década de los noventa, en los últimos años la producción ha caído considerablemente, La cebada es otro de los cultivos importantes, contrariamente ese cultivo ha venido incrementando su productividad y producción, la productividad de haba en los últimos año ha mejorado en un buen porcentaje.
Villa Socca se caracteriza por ser una tierra fértil para la producción en la última década a estado bajando significativamente la producción por falta de lluvias en la campaña agrícola, la presencia de helada es un factor determinante para la baja productividad.

### Ganadería
La ganadería en el Centro poblado de Villa Socca es una actividad económica para la subsistencia familiar en referente a la actividad ganadera, están la crianza de Vacunos, Ovinos,  porcinos y animales menores, en la crianza de ganado vacuno en esta zona generalmente es de raza criolla de manera extensiva que son alimentados con la vegetación de la totora y el forraje de nuestros cultivos al mismo tiempo se resalta el análisis comparativo que se hace desde el año de 1970 hasta 2007, muestra que hay una significativa disminución en el número de cabezas de ganados por familia. En caso de la crianza de porcinos se mantiene paulatinamente por su rendimiento económico. También se pone de manifiesto que la fuerza del ganado vacuno es utilizado para las faenas agrícolas. La fauna silvestre (totora) sirve de alimentación de los ganados.

### Pesca
La pesca en el Centro poblado de Villa Socca es una actividad económica para la subsistencia familiar. Se realiza en dos formas: una forma es tipo artesanal, en la que pescan los especies nativas tales como el Karachi, ispi, suchi, mauri, pejerrey, trucha y otros, la pesca es de a través de redes agalleras y botes pequeños bajo el control de capitanía de puerto de Puno. Existen además pequeñas microempresas que se dedican a la crianza de truchas en jaulas flotantes a través de redes que adaptan para la construcción de la infraestructura del criadero cuyo mercado es la ciudad de Ilave, Puno, Juliaca y Cusco, generalmente para el consumo humano. La venta aproximadamente es de 7 a 9 meses de crianza. Los alevinos, que son traídos de otros lugares y a veces son importados de otros países, se adaptan a las temperaturas frías del lago Titicaca. La crianza de estos peces es generalmente de 25 a 45 metros de profundidad. Su alimentación es con alimentos balanceados según el tamaño de la trucha hasta que estén aptas para el consumo humano. De este pez se preparan exquisitos platos típicos de la zona, como trucha al vapor, trucha frita, thimpo trucha atomatado, y otros, en las fechas célebres del calendario cívica de Villa Socca.

### Servicios turísticos
Cuenta con diversos paisajes, miradores y playas como
- Playa Laq'uni Jhux
- Playa Wintallani
- Playa Yayisani
- Mirado Kuntur Wawachawi
- Sikata

Danza
Lawakumus una de las danzas más representativas en la fiesta de Virgen de la Candelaria - Puno. Galardonándose como tri-campeón.
https://www.youtube.com/watch?v=76IJiI0eCTg
https://www.youtube.com/watch?v=HyjI1jpPAtA
Proyectos SNIP-Acora
Obras ejecutadas desde 2004-2017
http://ofi4.mef.gob.pe/WebPortal/ConsultaBancoProyProyectos.aspx?eval=Viable&dpto=0+&prov=0&dist=0&tipo=1&unidad=0&pliego=146+&funcion=0&prog=&subProg=&sector=97+&fechadesde=%2f&fechahasta=%2f&estadoProy=+&cantidad=246&suma=0+&nombre= (enlace roto disponible en Internet Archive; véase el historial, la primera versión y la última).

## Festividades
- - [1 de agosto Fiesta de San Santiago Apóstol (Octava)]
  - [20 de Agosto Aniversario [C. P. Villa Socca]]

- - Aniversario del Distrito de Acora 2 de mayo